# زن امروز
زن امروز فیلمی به کارگردانی مجید قاری زاده و نویسندگی مجید قاری زاده، ناصر طهماسب ساختهٔ سال ۱۳۷۵ است.

## خلاصه داستان
«لیلا» به اتفاق دخترش در سفری تفریحی است، که از خبر بازداشت شوهرش مطلع می‌شود و با ناتمام گذاردن سفر به تهران بازمی‌گردد و ناچار در خانه پدری اقامت می‌گزیند، او در تلاش برای یافتن دلیل بازداشت شوهرش، به حقایق تازه ای از کار و زندگی خصوصی او پی می‌برد و در نهایت در می‌یابد که اینک با فراموش کردن گذشته باید به تنهایی بار زندگی را به دوش کشد و دخترانش ـ به ویژه دختر بزرگش گلنار ـ را به سرو سامان برساند.

## بازیگران
- هما روستا
- ژاله علو
- آرش تاج تهرانی
- رضا عبدی
- نگین صدق‌گویا
- علیرضا محمودی ایرانمهر
- بهناز محرر
- ساناز سماواتی
- بیتا فرنگی
- کاظم محمدی
- صادق توکلی
- فاطمه طاهری
- مهدی کاشانیان
- فرزاد رحمانی
- محمود معظمی
- سیامک راشدی
- سولماز سیدموسوی
- بهین عبدالغنی
- فخرالدین صدیق‌شریف
- مرجان میرعلی